# Maciej Moszew
Maciej Moszew (ur. 10 stycznia 1940, zm. 27 lipca 2023) – krakowski szopkarz, z wykształcenia architekt. W konkursie szopek krakowskich uczestniczył nieprzerwanie od 1961 roku, był ponad 40-krotnym laureatem pierwszej nagrody. Specjalizował się w szopkach małych.

## Życiorys
Syn chemika, profesora UJ Jana Moszewa i Ireny z Jabłońskich (1907–1995). W 1969 ukończył studia na Wydziale Architektury Politechniki Krakowskiej. Jednym z jego najważniejszych dokonań jest konstrukcja wielkiego widowiska szopki krakowskiej, które zostało zaprezentowane w specjalnym namiocie przed Hotel de Ville – siedzibą mera Paryża. Szopka ta ma wysokość 3 metrów i zajmuje powierzchnię 60 metrów kwadratowych, występuje w niej 140 lalek w kostiumach autorstwa Elżbiety Setkowicz. Lalki odgrywają 11-minutowy spektakl do tekstów Agnieszki Osieckiej z muzyką Zygmunta Koniecznego w wykonaniu Anny Szałapak.
Autor ponad 70 szopek, znajdujących się w zbiorach prywatnych i publicznych w kraju oraz za granicą (m.in. w Mediolanie). W 2012 r. w uznaniu zasług otrzymał od Muzeum Historycznego Miasta Krakowa medal św. Krzysztofa. W 2017 r. otrzymał Odznakę Honorową „Zasłużony dla Kultury Polskiej”. W 2018 r. dołączył do grona laureatów wyróżnionych przez Stowarzyszenie Wychowanków Politechniki Krakowskiej wpisem do Złotej Księgi Wychowanków. W 2022 r. otrzymał odznakę „Honoris Gratia” za zasługi dla Miasta Krakowa.
Zmarł 27 lipca 2023 w wyniku powikłań zawału serca. Pochowany 4 sierpnia 2023 na cmentarzu Rakowickim (kwatera XVII-4-16).